# Альберт Маєр
Альберт Маєр (пол. Albert Mauer, нар. 12 лютого 1907, Австро-Угорщина — пом. 10 травня 1999, Битом, Польща) — польський футболіст і хокеїст.

## Із біографії
З 1921 по 1931 рік виступав на позиції захисника у футбольній команді клубу «Погонь» (Львів). Чемпіон Польщі 1925 року (провів чотири матчі із восьми). У лігових чемпіонатах країни провів 83 матчі (почали проводитись з 1927 року). Одночасно працював викладечем. Керівництво навчального закладу негативно відносилося до футболу і заборонило йому брати участь у змаганнях.
Альберт Маєр почав виступати за хокейну команду львівської «Погоні». У складі національної збірної був учасником Олімпійських ігор 1932 у Лейк-Плесіді (4-те місце). Всього за збірну Польщі провів 14 матчів.
Під час другої світової війни перебував на примусових роботах у Австрії.
З 1947 року працював хокейним тренером у клубах «Полонія» (Битом), «Гурник» (Катовіце) та інших.
Помер 10 травня 1999, року на 93-му році, життя у Битомі.

## Досягнення
- Чемпіон Польщі з футболу (1): 1925

## Статистика виступів на Олімпійських іграх
| № | Дата та місце проведення   | Команда | Рахунок | Суперник  |
| - | -------------------------- | ------- | ------- | --------- |
| 1 | 13 лютого 1932 Лейк-Плесід | Польща  | 1 : 4   | Німеччина |